# فيروزي
الفَيْرُوزُي (بالإنجليزية: Turquoise)‏ هو لون من تدرجات اللون الأزرق مع كلون السماء أَو أَميل إِلى الخضرة. والفيروزي من اسم الحجر الكريم المعروف الفَيْرُوزُ أو الفَيْرُوزَجُ. وأصل الكلمة فارسي.
أول استخدام مسجل للفيروزي (Turquoise) كاسم اللون في الإنجليزية كان في 1573.
واللون المدعو فيروزي ضمن ألوان الويب معروض ضمن العنوان في أعلى القالب الموجود على اليسار.

## تدرجات الفيروزي

### البيانكي
اللون البيانكي هو لون من درجات الفيروزي مع ميل نحو الأزرق السماوي.

### فيروزي فاتح
الفيروزي الفاتح هو درجة خفيفة من درجات اللون الفيروزي.